# タマン語

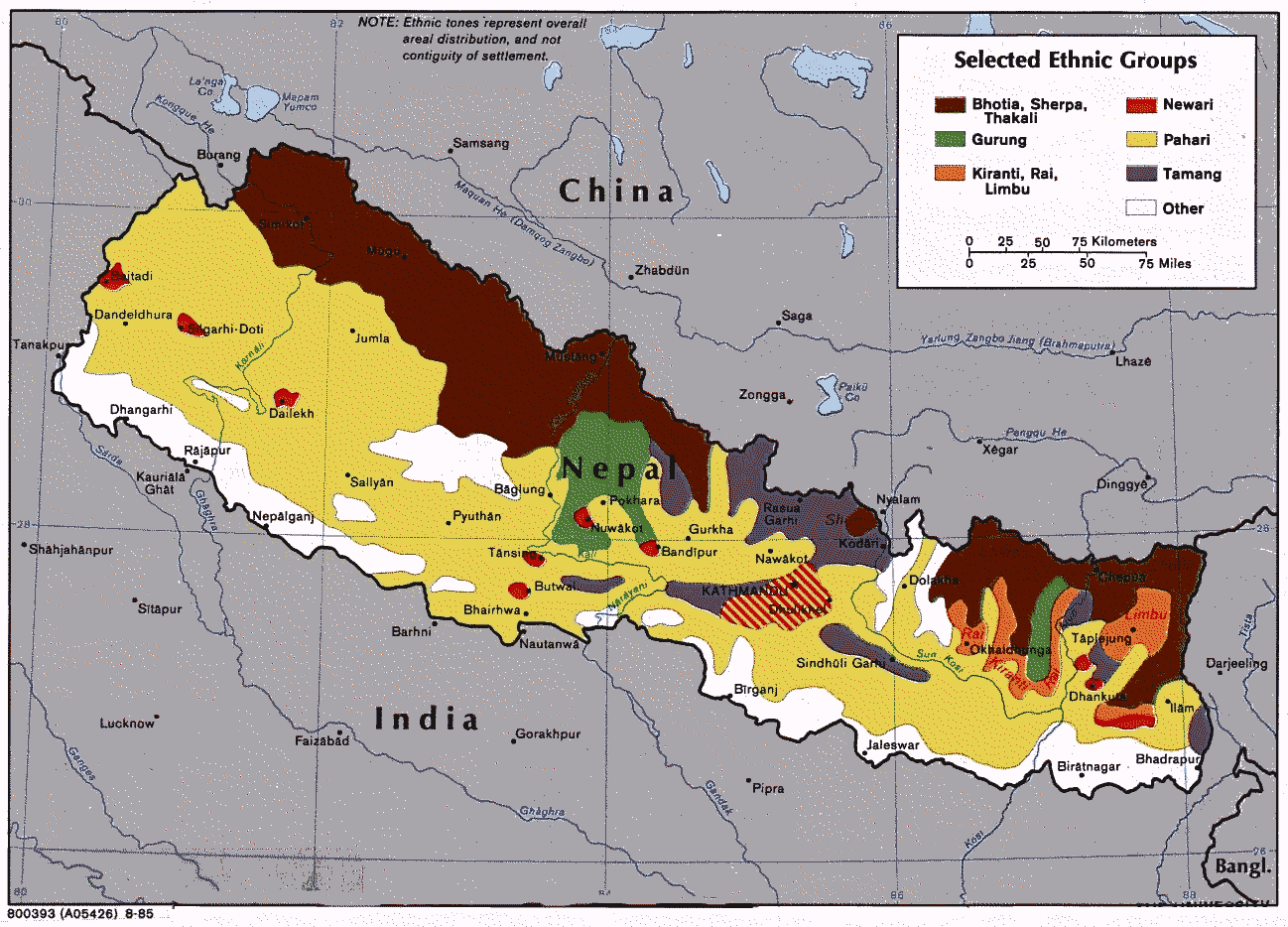
ネパールの民族分布
ボーチャ族, シェルパ, タカリー族
グルン
キラト族, ライ族, リンブー族
ネワール族
パハーリー族
タマン族

タマン語 (Tamang、デーヴァナーガリー:तामाङ)はネパールやシッキムの一部で話されている方言連続体に対して、集合的な参照として使われる用語である。東部タマン語、北西タマン語、南西タマン語、東部ゴルカ・タマン語、西部タマン語より構成される。

## 方言
タマン語の方言は次のように細分化されている。
- 東部タマン語: 759,257人 in Nepal (2000 WCD). 話者総数: 773,257人
- 西部タマン語: 322,598人 (2000 WCD)
- 南西タマン語: 109,051人 (1991 census)
- 北西タマン語: 55,000人 (1991 census)
- 東部ゴルカ・タマン語: 3,977人 (2000 WCD)

## 文法
タマン語の文法的な特徴を以下にしめす。
- SOV型
- 後置詞
- 名詞の後に属格
- question word medial
- 能格
- CV, CVC, CCV, V, CCVC;

音韻論として、タマン語は声調言語である。

## 表記体系
タマン語はチベット文字やデーヴァナーガリーに似たTam-Yigを使用している。多く場合、タマン語はデーヴァナーガリーで正式に書かれている。